# Contea di Stevens (Washington)
La contea di Stevens (in inglese Stevens County) è una contea dello Stato di Washington, negli Stati Uniti. La popolazione al censimento del 2000 era di 40 066 abitanti. Il capoluogo di contea è Colville.

## Geografia
La contea si trova nel nord-est dello Stato, al confine con il Canada. Nella parte meridionale della contea si trova la Riserva Spokane.

### Contee confinanti
- Distretto regionale di Central Kootenay (Columbia Britannica, Canada) - nord
- Distretto regionale di Kootenay Boundary (Columbia Britannica, Canada) - nord-est
- Contea di Pend Oreille - est
- Contea di Spokane - sud-est
- Contea di Lincoln - sud-ovest
- Contea di Ferry - ovest

## Storia
La contea fu chiamata così in onore di Isaac Stevens, primo governatore del Territorio di Washington. La contea fu fondata nel 1863.

## Comuni

### Cities
- Chewelah
- Colville (capoluogo)
- Kettle Falls

### Towns
- Marcus
- Northport
- Springdale